# Héctor Villalba
Héctor Villalba Chirivella (Almusafes, Valencia, 1954) es un político y profesor de instituto español. Fue presidente de las Cortes Valencianas entre 1997 y 1999, y presidente de Unió Valenciana en el mismo periodo, partido del cual es cofundador.
Concejal en el ayuntamiento de Almusafes entre 1979 y 1984 primero, y luego diputado a las Cortes Valencianas entre 1987 y 1999, en la lista de UV por la circunscripción electoral de Valencia. Presidió las cortes entre enero de 1997 y 1999. En las elecciones autonómicas de 1999 fue candidato a Presidente de la Generalidad Valenciana, pero su partido no lograría representación parlamentaria. En consecuencia, Villalba renunció al cargo de presidente del partido y dejó la actividad política.
Héctor Villalba estaba encuadrado en la corriente progresista y valencianista de UV, y en la actualidad es reivindicado por el partido Units per Valéncia, última escisión de UV.
| Predecesor: Vicente González Lizondo | Presidente de Unió Valenciana 1995-1999        | Sucesor: José María Chiquillo |
| Predecesor: Vicente González Lizondo | Presidente de las Cortes Valencianas 1997-1999 | Sucesor: Marcela Miró         |

- Datos: Q3144569
- Multimedia: Hèctor Villalba / Q3144569